# Yame
Yame (japanska: 八女市?, Yame-shi) är en stad i Fukuoka prefektur i Japan. Staden fick stadsrättigheter 1954.